# アンドレア・チヴィレ
アンドレア・チヴィレ（Andrea Civile、1983年 - ）は、在日のイタリアのイタリア語学者。東京大学他イタリア語講師。イタリア・カンパーニア州カゼルタ出身。姓はチヴィーレとも表記される。

## 学歴
- 2006年：国立ペルージャ外国人大学 イタリア語・イタリア文化学部 国際コミュニケーション関係学科卒業（学士）、大阪桃山学院大学へ長期留学
- 2009年：国立ペルージャ外国人大学 イタリア語・イタリア学部 国際関係学におけるコミュニケーション・システム学科卒業（修士）
- 2016年：国立シエナ外国人大学 外国語としてのイタリア語教授法マスターコース

## ラジオとTV出演
- 「まいにちイタリア語」（NHKラジオ第2、2010年 - 2019年）
- 「テレビでイタリア語」（NHK教育テレビ、2014年 - 2016年）

## その他
2010年にイタリア外務省の研修員として再来日。日本で知り合ったイタリア人妻モニカ・ビアジェッティと一緒にイタリア文化会館の子供のためのイタリア語教室IL GIRASOLE（イル・ジラソーレ）で講師を務める。